# Санто Стефано (Терамо)
Санто Стефано (итал. Santo Stefano) је насеље у Италији у округу Терамо, региону Абруцо.
Према процени из 2011. у насељу је живело 107 становника. Насеље се налази на надморској висини од 811 м.